# Дизниленд после мрака
Дизниленд после мрака (енгл. Disneyland After Dark) је епизода Чудесног света боја Волта Дизнија која је емитована 15. априла 1962. Кратко је приказана у биоскопима, у иностранству, а филм је објављен 4. децембра 2001. на Walt Disney Treasures: Wave One и NBC-у.

## Опис
Волт Дизни у епизоди приказује поглед на Дизниленд ноћу, по чему је добила назив. Садржи ноћну забаву, са ватрометом и Звончицом која лети по небу. Међутим, ова епизода се мање фокусира на сам Дизниленд, а више на многе славне певаче у различитим деловима парка, укључујући The Osmonds, бивше клуб The Mickey Mouse, Анет Фуничело, Бобија Берџеса, Бобија Рајдела, Монет Мур и Луј Армстронг. 